# Зе Элиас
Зе Элиас (полное имя — Жозе Элиас Моэдим Жуниор; порт. José Elias Moedim Júnior; род. 25 сентября 1976, Сан-Паулу, Бразилия) — бразильский футболист, полузащитник.

## Биография
Зе Элиас был одним из самых молодых игроков, в клубе «Коринтианс», это вызвало сильный интерес со стороны европейских клубов, таких как ПСВ Эйндховен. В 1996 году перешёл в немецкий «Байер», после играл за итальянские клубы: «Интер», «Болонья», Дженоа, греческий «Олимпиакос» (три победы подряд в чемпионате)
В 2004 году вернулся в Бразилию где играл за «Сантос», в июле 2006 года подписал двухлетний контракт с донецким «Металлургом», но не сыграл там ни одного матча.
В 2006 году играл за «Гуарани» и кипрский «Омония», позже за бразильский клуб «Лондрина». Он завершил карьеру, как игрок в марте 2008 года и взял на себя роль скаута в Бразилии от «Интера». Тем не менее, в июне, Элиас подписал контракт с клубом австрийской лиги «Альтах».
На международном уровне Элиас представлял сборную Бразилии в 1996 году играл на летних Олимпийских играх, выиграв бронзу.

## Достижения
- Лига Паулиста: 1995
- Кубок Бразилии по футболу: 1995
- Кубок УЕФА: 1997/98
- Чемпионат Греции: 2000/01, 2001/02, 2002/03
- Чемпионат Бразилии: 2004
- Летние Олимпийские игры: бронзовая медаль, 1996